# Mavinahalli, Chikmagalur
Mavinahalli là một làng thuộc tehsil Chikmagalur, huyện Chikmagalur, bang Karnataka, Ấn Độ.